# Euptychoides pseudosaturnus
Euptychoides pseudosaturnus är en fjärilsart som beskrevs av Forster 1964. Euptychoides pseudosaturnus ingår i släktet Euptychoides och familjen praktfjärilar. Inga underarter finns listade i Catalogue of Life.